# HMS Audacious (1869)
El HMS Audacious fue un Ironclad de batería central, líder de su clase, construido como buque experimental para ampliar el éxito del  HMS Warrior diez años después. Estos buques fueron pensados para actuar en la primera línea de la moderna flota de batalla, pero las recientes innovaciones acarrearon dificultades.
El Audacious fue construido en los astilleros del ingeniero naval Robert Napier con un coste total de 246 482 £. Fue botado el 27 de febrero de 1869, para entrar en servicio en septiembre de 1870. Nunca llegó a disparar sus cañones en durante su vida en activo, que continuó aún después de su retirada de la primera línea en  1902, época en la que estaba considerado como muy obsoleto. Tras su conversión en buque escuela en 1904 fue renombrado Fisgard (traducción francesa de la ciudad de gales Fishguard), y mantuvo sus capacidades hasta su designación como buque de reparaciones con el nombre de Imperieuse en 1914, papel que aún desempeñó durante otros 13 años.
En 1927, 57 años después de ser completado, fue vendido a Ward Shipbreakers y desguazado en Inverkeithing, Escocia.